# آرگونوس
آرگونوس (به فرانسوی: Arguenos) یک کمون در فرانسه است که در canton of Aspet واقع شده‌است. آرگونوس ۱۱٫۰۹ کیلومتر مربع مساحت دارد ۵۸۰ متر بالاتر از سطح دریا واقع شده‌است.